# تپه تصفیه خانه ۹
تپه تصفیه خانهٔ ۹ مربوط به دوران پارینه‌سنگی جدید- دوران فرادیرینه‌سنگی است و در شهرستان کرمانشاه، بخش مرکزی، دهستان قره سو، ۲/۳ کیلومتری جنوب غرب روستای ده سواران واقع شده و این اثر در تاریخ ۲۶ اسفند ۱۳۸۷ با شمارهٔ ثبت ۲۵۵۱۰ به‌عنوان یکی از آثار ملی ایران به ثبت رسیده است.